# Fritz Hausberg
Fritz Hausberg (* 2. Januar 1880 in Schüren, heute zu Dortmund; † 16. November 1959 in Berlin (West)) war ein deutscher liberaler Politiker.

## Leben
Hausberg, von Beruf Technischer Zeichner, war später als Chefkonstrukteur und Oberingenieur bei der AEG tätig. Ab 1904 war er in der Technikergewerkschaft organisiert. Ab 1907 war er Mitglied der Freisinnigen Vereinigung, ab 1910 der Fortschrittlichen Volkspartei und ab 1918 der DDP bzw. DStP.
Er war Leiter der Sozialpolitischen Abteilung der Berliner Großindustrie und für die DStP Stadtverordneter von Berlin. 1933 wurde er auf Betreiben der Nationalsozialisten entlassen.
1945 gehörte Hausberg dem Antifa-Ausschuss des Berliner Bezirks Wedding an. Er war im Juli 1945 Mitbegründer der LDP in Berlin und stellvertretender Landesvorsitzender der LDP. Nach dem Rücktritt Martin Strittes wurde er im Februar 1946 Interimsvorsitzender der LDP Berlin. Ab Juli 1946 gehörte Hausberg zudem dem Zentralvorstand der LDP an.
Von 1946 bis 1950 war er Stadtverordneter der LDP bzw. FDP, von 1950 bis 1958 Abgeordneter und ab 1952 Vizepräsident des Berliner Abgeordnetenhauses. Von 1947 bis 1954 war er Bezirksrat und Bezirksstadtrat für Gesundheitswesen im Bezirk Wedding.

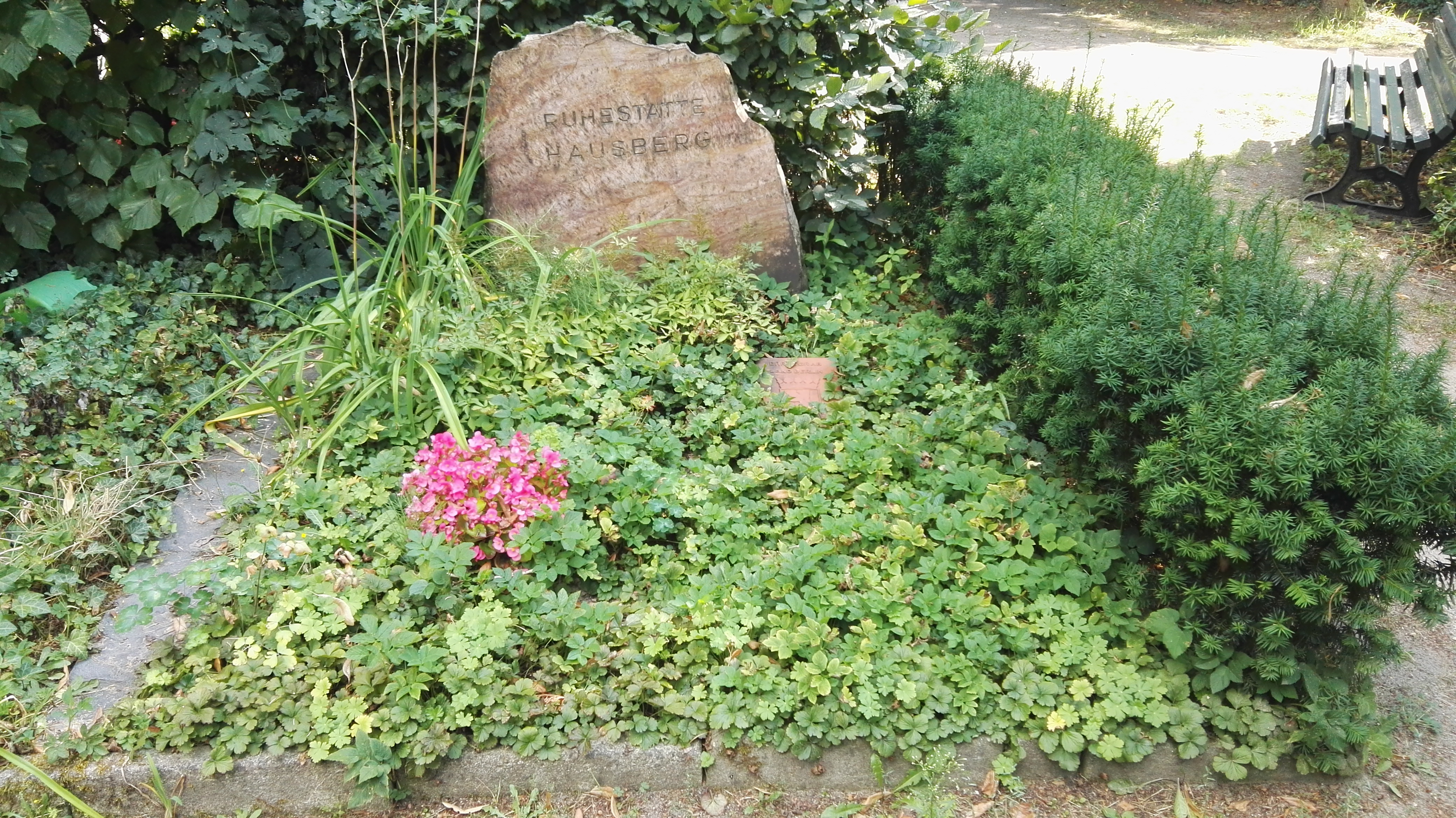
Grabstätte

Im Januar 1955 erhielt er das Große Verdienstkreuz der Bundesrepublik Deutschland. Im November 1955 wurde er zum Stadtältesten von Berlin ernannt.
Hausberg wurde in einem Ehrengrab auf dem II. Städtischen Friedhof Reinickendorf beigesetzt.